# كوينكونكس (عملة رومانية)
كوينكونكس (باللاتينية: Quincunx) هي عملة برونزية تم سكها خلال الجمهورية الرومانية. لم تكن جزءا من النظام النقدي الرسمي لـالعملة الرومانية، بل أُنتجت فقط خلال الحرب البونيقية الثانية (218–204 ق.م)، من قبل دور سك العملات في لوجارة، وكييتي, ولارينوم وشمال بولية. وبعد هزيمة كاناي، سُكت عملة بنفس القيمة في قبوة.
ترجع تسمية "كوينكونكس" إلى اللاتينية، حيث أن quinque تعني "خمسة"، وuncia تعني "جزء من اثني عشر"، أي أن قيمة هذه العملة تساوي خمسة أجزاء من اثني عشر من قيمة الأس البرونزي (وتعرف أيضا بالـليبرا).
كانت قيمة العملة تصوَر أحيانا باستخدام نمط من خمس نقاط موزعة في زوايا ومركز مربع، كما في نقاط الزهر، ومن هنا جاءت تسمية النمط أيضاً بـكوينكونكس.
بالطبع! إليك الجدول مترجمًا إلى العربية ومكتوبًا بصيغة **ويكي كود** حتى تتمكن من نسخه مباشرة إلى ويكيبيديا أو أي مشروع ويكي:

## العملات المضروبة بالقالب في أبوليا وكالابريا
تم سك عملات من هذا النوع خلال القرن الثالث قبل الميلاد في دور سك لوجارة، تيات (كييتي الحديثة)، لارينوم (لارينو)، بالإضافة إلى دور سك صغيرة أخرى في شمال أبوليا وكالابريا القديمة (مثل فينوسا الحديثة)، وهي مناطق تشكل اليوم بولية.
| الصورة                                                               | دار السك         | الوجه                                  | الظهر                                                                                 |
| -------------------------------------------------------------------- | ---------------- | -------------------------------------- | ------------------------------------------------------------------------------------- |
|                                                                      | لوتشيريا         | رأس أثينا، خمس نقاط •••••              | كلمة ΛΟΥΚΕΡΙ (Luceri) وعجلة بثمانية أذرع                                              |
|                                                                      | تيات (كييتي)     | رأس أثينا، خمس نقاط •••••              | كلمة TIATI وبومة                                                                      |
|                                                                      | لارينوم          | رأس مارِس يرتدي خوذة كورنثية            | LADINOD (لارينور بالخط الأوسي)، فارس يركب إلى اليسار، خمس نقاط ••••• في الأسفل        |
|                                                                      | هاتريا (بيكينوم) | رأس ميدوسا داخل صدفة، وكلمة HAT أسفلها | بيغاسوس إلى اليمين، خمس نقاط •••••                                                    |
|                                                                      | أورّا أو هيريا    | رأس أفروديت إلى اليمين                 | ORRA، إيروس يعزف على القيثارة                                                         |
|                                                                      | أورّا أو هيريا    | رأس أثينا مع خوذة                      | نسر واقف على صاعقة، خمس نقاط •••••                                                    |
|                                                                      | فينوسيا          | رأس جوبيتر إلى اليسار، خمس نقاط •••••  | نسر على صاعقة                                                                         |
| خلال الحرب البونيقية الثانية (218–201 ق.م)، تم سك كوينكونس في كابوا. |                  |                                        |                                                                                       |
|                                                                      | كابوا            | رأس أثينا بخوذة أتيكية                 | بيغاسوس إلى اليمين، الحروف KA / PU بشكل عكسي في الخط الأوسي، خمس نقاط ••••• في الأسفل |